# Stazione meteorologica di Campobasso Monforte
La stazione meteorologica di Campobasso Monforte è la stazione meteorologica di riferimento per il servizio meteorologico dell'Aeronautica Militare e l'Organizzazione Mondiale della Meteorologia, relativa alla città di Campobasso.

## Caratteristiche
La stazione meteorologica, attiva dalla fine del 1958, si trova nell'area climatica dell'Italia meridionale, nel Molise, nel comune di Campobasso, presso il complesso di Castello Monforte, a 807 metri s.l.m. e alle coordinate geografiche 41°33′48.81″N 14°39′19.01″E; fino al 1958 il Servizio Meteorologico dell'Aeronautica Militare effettuava le osservazioni meteorologiche presso ubicazioni cittadine diverse dall'attuale.

## Medie climatiche ufficiali

### Dati climatologici 1971-2000
In base alle medie climatiche del periodo 1971-2000, le più recenti in uso, la temperatura media del mese più freddo, gennaio, è di +4,3 °C, mentre quella del mese più caldo, agosto, è di +21,9 °C; mediamente si contano 36 giorni di gelo all'anno e 13 giorni con temperatura massima uguale o superiore ai +30 °C. I valori estremi di temperatura registrati nel medesimo trentennio sono i -9,6 °C del gennaio 1979 e i +37,4 °C del luglio 1983.
Le precipitazioni medie annue si attestano a 560 mm, mediamente distribuite in 82 giorni di pioggia, con minimo in estate e picco massimo in autunno.
Nella classificazione dei climi di Köppen, il clima della stazione risulta essere di tipo oceanico (nessun mese con temperatura media superiore a 22 °C e il mese meno piovoso, luglio, ha comunque più di un terzo delle precipitazioni del mese più piovoso, novembre)
L'umidità relativa media annua fa registrare il valore di 67,8 % con minimo di 57 % a luglio e massimo di 77 % a dicembre; mediamente si contano 31 giorni di nebbia all'anno.
Di seguito è riportata la tabella con le medie climatiche e i valori massimi e minimi assoluti registrati nel trantennio 1971-2000 e pubblicati nell'Atlante Climatico d'Italia del Servizio Meteorologico dell'Aeronautica Militare relativo al medesimo trentennio.
| Campobasso Monforte (1971-2000) | Mesi        | Mesi        | Mesi        | Mesi        | Mesi        | Mesi        | Mesi        | Mesi        | Mesi        | Mesi        | Mesi        | Mesi        | Stagioni | Stagioni | Stagioni | Stagioni | Anno  |
| Campobasso Monforte (1971-2000) | Gen         | Feb         | Mar         | Apr         | Mag         | Giu         | Lug         | Ago         | Set         | Ott         | Nov         | Dic         | Inv      | Pri      | Est      | Aut      | Anno  |
| ------------------------------- | ----------- | ----------- | ----------- | ----------- | ----------- | ----------- | ----------- | ----------- | ----------- | ----------- | ----------- | ----------- | -------- | -------- | -------- | -------- | ----- |
| T. max. media (°C)              | 7,0         | 7,5         | 10,2        | 13,4        | 18,9        | 23,2        | 26,5        | 26,6        | 22,1        | 16,7        | 11,1        | 8,1         | 7,5      | 14,2     | 25,4     | 16,6     | 15,9  |
| T. min. media (°C)              | 1,6         | 1,4         | 3,2         | 5,8         | 10,6        | 14,1        | 17,0        | 17,2        | 13,8        | 9,9         | 5,4         | 2,9         | 2,0      | 6,5      | 16,1     | 9,7      | 8,6   |
| T. max. assoluta (°C)           | 16,4 (1998) | 20,0 (1998) | 22,6 (1989) | 25,0 (1995) | 30,0 (1999) | 34,6 (1998) | 37,4 (1983) | 36,4 (2000) | 33,6 (1975) | 27,6 (1981) | 22,4 (1977) | 19,0 (2000) | 20,0     | 30,0     | 37,4     | 33,6     | 37,4  |
| T. min. assoluta (°C)           | −9,6 (1979) | −7,6 (1993) | −8,8 (1987) | −2,2 (1987) | 2,6 (1987)  | 5,0 (1975)  | 7,8 (1971)  | 8,0 (1995)  | 2,0 (1971)  | −1,0 (1997) | −5,8 (1973) | −8,0 (1996) | −9,6     | −8,8     | 5,0      | −5,8     | −9,6  |
| Giorni di calura (Tmax ≥ 30 °C) | 0           | 0           | 0           | 0           | 0           | 0           | 6           | 7           | 0           | 0           | 0           | 0           | 0        | 0        | 13       | 0        | 13    |
| Giorni di gelo (Tmin ≤ 0 °C)    | 10          | 11          | 6           | 1           | 0           | 0           | 0           | 0           | 0           | 0           | 2           | 6           | 27       | 7        | 0        | 2        | 36    |
| Precipitazioni (mm)             | 50,3        | 55,8        | 45,2        | 51,7        | 44,8        | 32,6        | 28,6        | 36,2        | 40,5        | 48,9        | 72,2        | 53,4        | 159,5    | 141,7    | 97,4     | 161,6    | 560,2 |
| Giorni di pioggia               | 7           | 8           | 8           | 8           | 7           | 5           | 4           | 5           | 6           | 7           | 9           | 8           | 23       | 23       | 14       | 22       | 82    |
| Giorni di nebbia                | 6           | 4           | 4           | 1           | 1           | 0           | 0           | 0           | 1           | 3           | 5           | 6           | 16       | 6        | 0        | 9        | 31    |
| Umidità relativa media (%)      | 75          | 73          | 69          | 66          | 65          | 61          | 57          | 58          | 65          | 72          | 76          | 77          | 75       | 66,7     | 58,7     | 71       | 67,8  |

### Dati climatologici 1961-1990
In base alla media trentennale di riferimento 1961-1990, ancora in uso per l'Organizzazione meteorologica mondiale e definita Climate Normal (CLINO), la temperatura media del mese più freddo, gennaio, si attesta a +3,8 °C, quella del mese più caldo, luglio, è di +21,5 °C; mediamente si contano 41 giorni di gelo all'anno. Nel medesimo trentennio, la temperatura minima assoluta ha toccato i -10,8 °C nel gennaio 1968 (media delle minime assolute annue di -6,8 °C), mentre la massima assoluta ha fatto registrare i +37,4 °C nel luglio 1983 (media delle massime assolute annue di +33,1 °C).
La nuvolosità media annua si attesta a 3,7 okta giornalieri, con minimi di 2,2 okta giornalieri a luglio e ad agosto e massimo di 4,7 okta giornalieri a febbraio.
Le precipitazioni medie annue, distribuite con un minimo estivo ed un picco in autunno, sono di poco superiori ai 600 mm e distribuite mediamente in 87 giorni.
Nella classificazione dei climi di Köppen, il clima della stazione risulta essere di tipo oceanico (nessun mese con temperatura media superiore a 22 °C o con precipitazioni inferiori a 30 mm)
L'umidità relativa media annua fa registrare il valore di 69,7% con minimo di 58% a luglio e massimo di 80% a novembre.
L'eliofania assoluta media annua si attesta a 5,8 ore giornaliere, con massimo di 8,9 ore giornaliere a luglio e minimo di 3,5 ore giornaliere a dicembre.
Il vento presenta una velocità media annua di 5,2 m/s, con minimo di 4,5 m/s ad agosto e massimo di 6 m/s a dicembre; la direzione prevalente è di ponente durante tutto l'arco dell'anno.
| Campobasso Monforte (1961-1990)    | Mesi         | Mesi        | Mesi        | Mesi        | Mesi        | Mesi        | Mesi        | Mesi        | Mesi        | Mesi        | Mesi        | Mesi         | Stagioni | Stagioni | Stagioni | Stagioni | Anno  |
| Campobasso Monforte (1961-1990)    | Gen          | Feb         | Mar         | Apr         | Mag         | Giu         | Lug         | Ago         | Set         | Ott         | Nov         | Dic          | Inv      | Pri      | Est      | Aut      | Anno  |
| ---------------------------------- | ------------ | ----------- | ----------- | ----------- | ----------- | ----------- | ----------- | ----------- | ----------- | ----------- | ----------- | ------------ | -------- | -------- | -------- | -------- | ----- |
| T. max. media (°C)                 | 6,4          | 7,1         | 9,7         | 13,6        | 18,8        | 22,6        | 26,1        | 25,9        | 22,1        | 16,6        | 11,2        | 7,6          | 7,0      | 14,0     | 24,9     | 16,6     | 15,6  |
| T. min. media (°C)                 | 1,1          | 1,3         | 3,0         | 6,0         | 10,5        | 13,7        | 16,8        | 16,8        | 13,9        | 9,9         | 5,6         | 2,6          | 1,7      | 6,5      | 15,8     | 9,8      | 8,4   |
| T. max. assoluta (°C)              | 19,0 (1962)  | 19,2 (1977) | 22,6 (1989) | 25,0 (1985) | 28,5 (1962) | 33,8 (1982) | 37,4 (1983) | 35,0 (1961) | 33,6 (1975) | 27,6 (1981) | 22,4 (1977) | 17,0 (1989)  | 19,2     | 28,5     | 37,4     | 33,6     | 37,4  |
| T. min. assoluta (°C)              | −10,8 (1968) | −8,0 (1969) | −9,4 (1963) | −3,0 (1969) | −1,4 (1962) | 5,0 (1962)  | 7,8 (1971)  | 8,0 (1978)  | 2,0 (1971)  | −1,0 (1974) | −5,8 (1973) | −10,0 (1961) | −10,8    | −9,4     | 5,0      | −5,8     | −10,8 |
| Giorni di gelo (Tmin ≤ 0 °C)       | 12           | 11          | 7           | 1           | 0           | 0           | 0           | 0           | 0           | 0           | 2           | 8            | 31       | 8        | 0        | 2        | 41    |
| Nuvolosità (okta al giorno)        | 4,6          | 4,7         | 4,4         | 4,1         | 3,7         | 3,1         | 2,2         | 2,2         | 3,0         | 3,7         | 4,3         | 4,5          | 4,6      | 4,1      | 2,5      | 3,7      | 3,7   |
| Precipitazioni (mm)                | 55,2         | 59,5        | 50,3        | 50,9        | 47,8        | 35,7        | 35,2        | 40,2        | 45,6        | 57,8        | 81,0        | 68,3         | 183,0    | 149,0    | 111,1    | 184,4    | 627,5 |
| Giorni di pioggia                  | 8            | 9           | 9           | 8           | 7           | 6           | 4           | 5           | 6           | 7           | 9           | 9            | 26       | 24       | 15       | 22       | 87    |
| Umidità relativa media (%)         | 74           | 76          | 72          | 68          | 67          | 63          | 58          | 59          | 66          | 74          | 80          | 79           | 76,3     | 69       | 60       | 73,3     | 69,7  |
| Eliofania assoluta (ore al giorno) | 3,7          | 3,5         | 4,5         | 5,7         | 6,7         | 7,9         | 8,9         | 8,4         | 7,1         | 5,2         | 4,2         | 3,5          | 3,6      | 5,6      | 8,4      | 5,5      | 5,8   |
| Vento (direzione-m/s)              | W 5,8        | W 5,9       | W 5,6       | W 5,5       | W 4,9       | W 4,7       | W 4,6       | W 4,5       | W 4,6       | W 4,8       | W 5,6       | W 6,0        | 5,9      | 5,3      | 4,6      | 5,0      | 5,2   |

## Valori estremi

### Temperature estreme mensili dal 1959 ad oggi
Nella tabella sottostante sono riportate le temperature massime e minime assolute mensili, stagionali ed annuali dal 1959 ad oggi, con il relativo anno in cui si queste si sono registrate. La massima assoluta del periodo esaminato di +38,4 °C risale al 5 agosto 2017, mentre la minima assoluta di -10,8 °C è del 14 gennaio 1968.
| Campobasso Monforte (1959-2023) | Mesi         | Mesi         | Mesi        | Mesi        | Mesi        | Mesi        | Mesi        | Mesi        | Mesi        | Mesi        | Mesi        | Mesi         | Stagioni | Stagioni | Stagioni | Stagioni | Anno  |
| Campobasso Monforte (1959-2023) | Gen          | Feb          | Mar         | Apr         | Mag         | Giu         | Lug         | Ago         | Set         | Ott         | Nov         | Dic          | Inv      | Pri      | Est      | Aut      | Anno  |
| ------------------------------- | ------------ | ------------ | ----------- | ----------- | ----------- | ----------- | ----------- | ----------- | ----------- | ----------- | ----------- | ------------ | -------- | -------- | -------- | -------- | ----- |
| T. max. assoluta (°C)           | 19,0 (1962)  | 20,0 (1998)  | 25,6 (2001) | 27,0 (2003) | 31,2 (2009) | 37,4 (2022) | 38,2 (2023) | 38,4 (2017) | 33,6 (1975) | 29,0 (2023) | 25,4 (2004) | 19,2 (2021)  | 20,0     | 31,2     | 38,4     | 33,6     | 38,4  |
| T. min. assoluta (°C)           | −10,8 (1968) | −10,0 (2018) | −9,4 (1963) | −6,0 (2003) | −1,4 (1962) | 5,0 (1962)  | 7,8 (1971)  | 8,0 (1978)  | 2,0 (1971)  | −1,0 (1974) | −5,8 (1973) | −10,0 (1961) | −10,8    | −9,4     | 5,0      | −5,8     | −10,8 |